# Жыланды (Тюлькубасский район)
Жыланды (каз. Жыланды, до 1993 г. — Владимировка) — село в Тюлькубасском районе Туркестанской области Казахстана. Входит в состав Тастумсыкского сельского округа. Код КАТО — 516061400.

## Население
В 1999 году население села составляло 419 человек (191 мужчина и 228 женщин). По данным переписи 2009 года, в селе проживал 481 человек (249 мужчин и 232 женщины).